# Herford
Herford es una ciudad media situada en el estado federado alemán de Renania del Norte-Westfalia, la capital del distrito rural homónimo. El emporio viejo de la Liga Hanseática forma, junto con Bielefeld y Gütersloh, un área metropolitana importante del país.

## Historia
La ciudad fue fundada en el 789 por Carlomagno para proteger el vado que cruzaba el río Werre. Un siglo después, Matilde, hija de Theudebert, duque de Sajonia, creció en la abadía de Herford; fue descendiente de Viduquindo, caudillo sajón. En Herford se encontró con Enrique I el Pajarero, quien más tarde se convertiría en duque de Baviera, de Sajonia, y en rey de Francia Oriental.
En la Baja Edad Media Herford se convirtió en miembro de la Liga Hanseática. Era una ciudad libre del Imperio, es decir, se encontraba bajo órdenes directas del emperador. Ocupada por las tropas de Brandeburgo en 1647 la Paz de Westfalia (1648), confirmó su anexión a Brandeburgo-Prusia. Fue administrada dentro de la provincia de Westfalia después de la Guerras Napoleónicas, y se convirtió en parte del nuevo estado de Renania del Norte-Westfalia tras la Segunda Guerra Mundial.